# Tour of East Java
Il Tour of East Java (it. Giro di Giava Est) era una corsa a tappe maschile di ciclismo su strada svoltasi con cadenza annuale dal 2005 al 2014 sull'isola di Giava, in Indonesia. Dal 2005 al 2014 fu parte del calendario dell'UCI Asia Tour come gara di classe 2.2.

## Albo d'oro
Aggiornato all'edizione 2014.
| Anno | Vincitore            | Secondo           | Terzo             |
| ---- | -------------------- | ----------------- | ----------------- |
| 2005 | Ahad Kazemi Sarai    | Paul Griffin      | Robin Reid        |
| 2006 | Ghader Mizbani       | Hossein Askari    | Yasutaka Tashiro  |
| 2007 | Björn Glasner        | Jai Crawford      | Hossein Askari    |
| 2008 | Ghader Mizbani       | Ahad Kazemi Sarai | Jai Crawford      |
| 2009 | Andrej Mizurov       | Ghader Mizbani    | Hossein Askari    |
| 2010 | Hossein Alizadeh     | Sascha Damrow     | Hari Fitrianto    |
| 2011 | Hossein Jahanbanian  | Yeung Ying Hon    | Hossein Alizadeh  |
| 2012 | Ivan Cisaruk         | Lee Rodgers       | Eko Bayu Nur      |
| 2013 | José Vicente Toribio | Hari Fitrianto    | David Clarke      |
| 2014 | Ghader Mizbani       | John Ebsen        | Amir Kolahdozhagh |